# 盾叶莓
盾叶莓（学名：Rubus peltatus）是蔷薇科悬钩子属的植物。分布在日本以及中国大陆的浙江、安徽、湖北、江西、四川、贵州、福建等地，生长于海拔300米至1,500米的地区，一般生长在山沟林下、山坡、山脚、林缘和较阴湿处，目前尚未由人工引种栽培。